# Monte Belo
Monte Belo är en kommun i Brasilien.   Den ligger i delstaten Minas Gerais, i den sydöstra delen av landet, 600 km söder om huvudstaden Brasília. Antalet invånare är 13 061.
Omgivningarna runt Monte Belo är huvudsakligen savann. Runt Monte Belo är det ganska glesbefolkat, med 39 invånare per kvadratkilometer.